# Parchovany
Parchovany jsou obec na Slovensku v okrese Trebišov.

## Dějiny
První zmínka o Parchovanech se váže k r. 1320, kdy obec nesla název Parnow. Historickou památkou je řím.kat. kostel v neogotickém stylu, postavený v roce 1900 hraběcí rodinou Andrášiových na základech gotického kostela ze 14. století. Stál zde i zámeček, který v r. 1902 vyhořel.

## Současnost
V Parchovanech působí více podnikatelských subjektů, je zde dobře rozvinutá obchodní síť, základní i mateřská škola, zdravotní středisko, dům smutku. V domě služeb je pošta, prodejna květin a knihovna. Již 40 let zde působí folklorní skupina Parchovianka, prezentující místní lidové tradice.